# Вињале Монферато
Вињале Монферато (итал. Vignale Monferrato) је насеље у Италији у округу Алесандрија, региону Пијемонт.
Према процени из 2011. у насељу је живело 639 становника. Насеље се налази на надморској висини од 286 м.

## Становништво
| 1931. | 1936. | 1951. | 1961. | 1971. | 1981. | 1991. | 2001. | 2011. |
| ----- | ----- | ----- | ----- | ----- | ----- | ----- | ----- | ----- |
| 2.706 | 2.619 | 2.341 | 1.901 | 1.468 | 1.248 | 1.147 | 1.141 | 1.068 |